# Nahořany (Rodná)
Nahořany (německy Nahorschan) jsou malá vesnice, část obce Rodná v okrese Tábor v Jihočeském kraji. Nachází se asi 1,5 kilometru severovýchodně od Rodné. Je zde evidováno 10 adres. V roce 2011 zde trvale žili čtyři obyvatelé.
Nahořany leží v katastrálním území Nahořany u Mladé Vožice o rozloze 1,97 km².

## Historie
První písemná zmínka o vesnici pochází z roku 1318.

## Obyvatelstvo
| Rok            | 1869 | 1880 | 1890 | 1900 | 1910 | 1921 | 1930 | 1950 | 1961 | 1970 | 1980 | 1991 | 2001 | 2011 | 2021 |
| -------------- | ---- | ---- | ---- | ---- | ---- | ---- | ---- | ---- | ---- | ---- | ---- | ---- | ---- | ---- | ---- |
| Počet obyvatel | 92   | 85   | 76   | 83   | 92   | 84   | 70   | 49   | 39   | 36   | 24   | 12   | 10   | 4    | 3    |
| Počet domů     | 12   | 12   | 12   | 12   | 12   | 12   | 12   | 12   | 10   | 10   | 10   | 12   | 11   | 11   | 3    |

## Obecní správa
Při sčítání lidu v letech 1850–1920 Nahořany byly osadou obce Pojbuky v okrese Tábor. V letech 1921–1949 byly osadou obce Radostovice v okrese Tábor. V letech 1950–1976 byly částí obce Rodná, se kterým patřily nejprve do okresu Votice, ale od roku 1960 v okrese Tábor. Od 1. dubna 1976 do 31. prosince 1991 byly částí obce Pohnání v okrese Tábor. Od 1. ledna 1992 jsou opět částí obce Rodná v okrese Tábor.

## Galerie

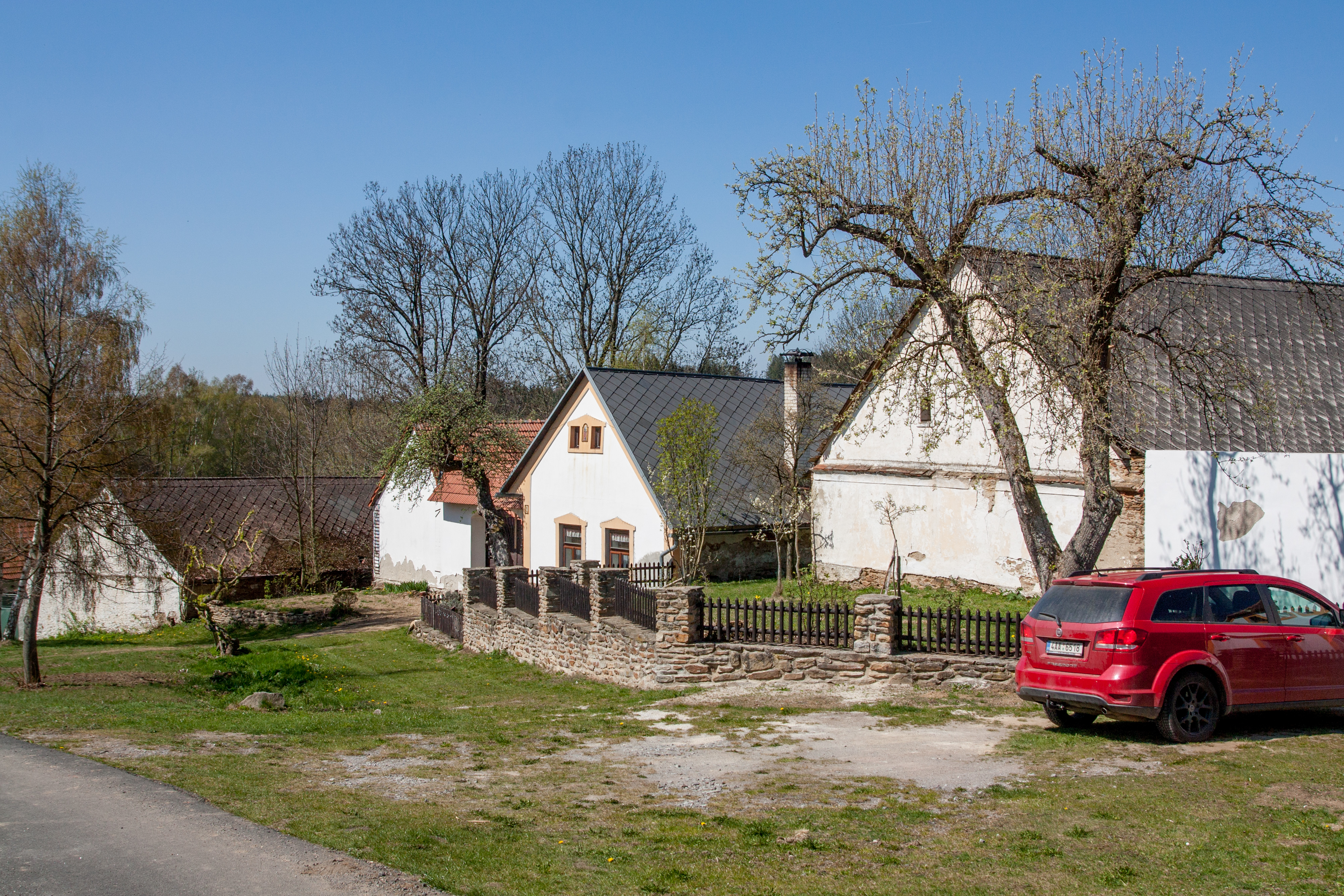
Domy (2019)
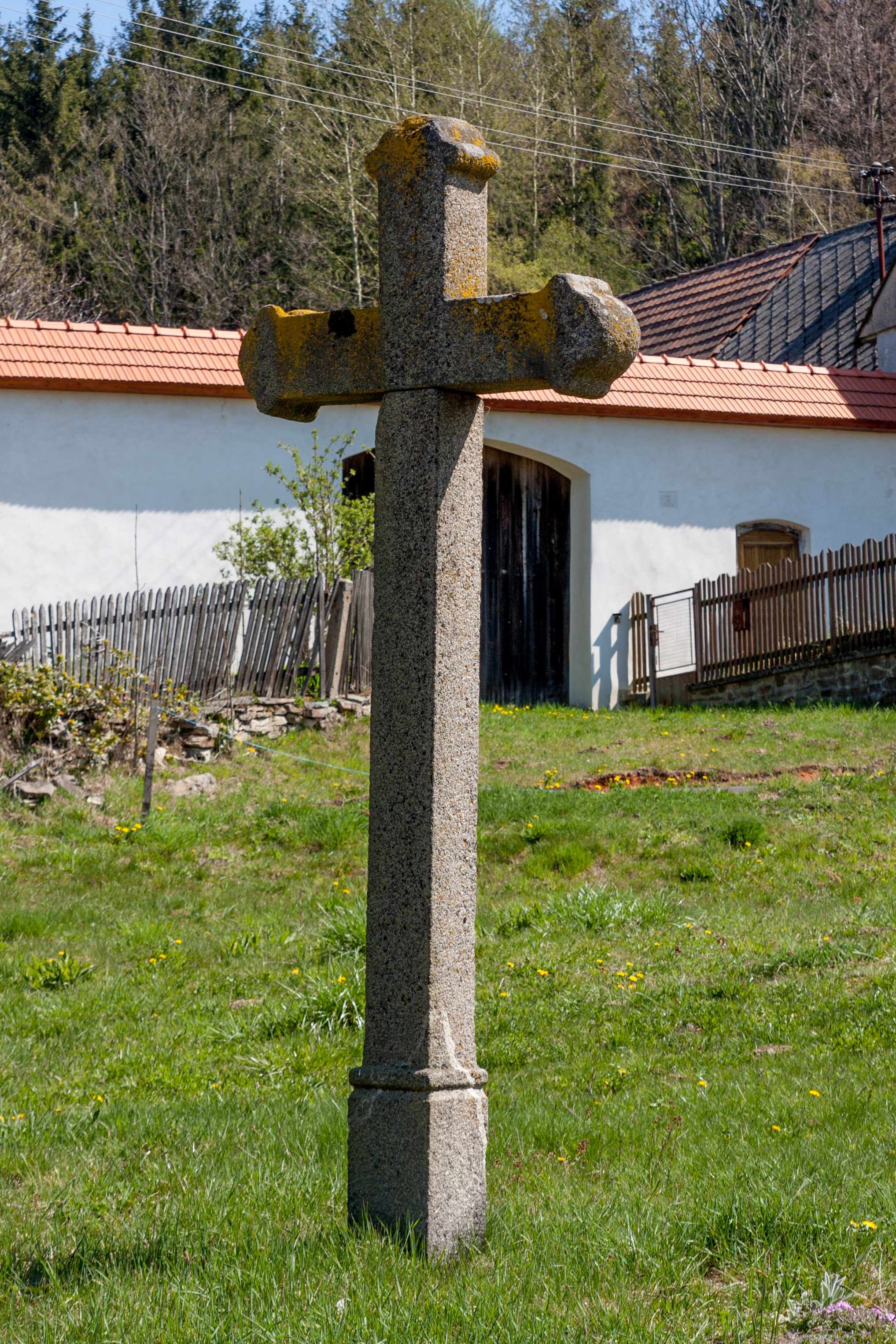
Křížek (2019)
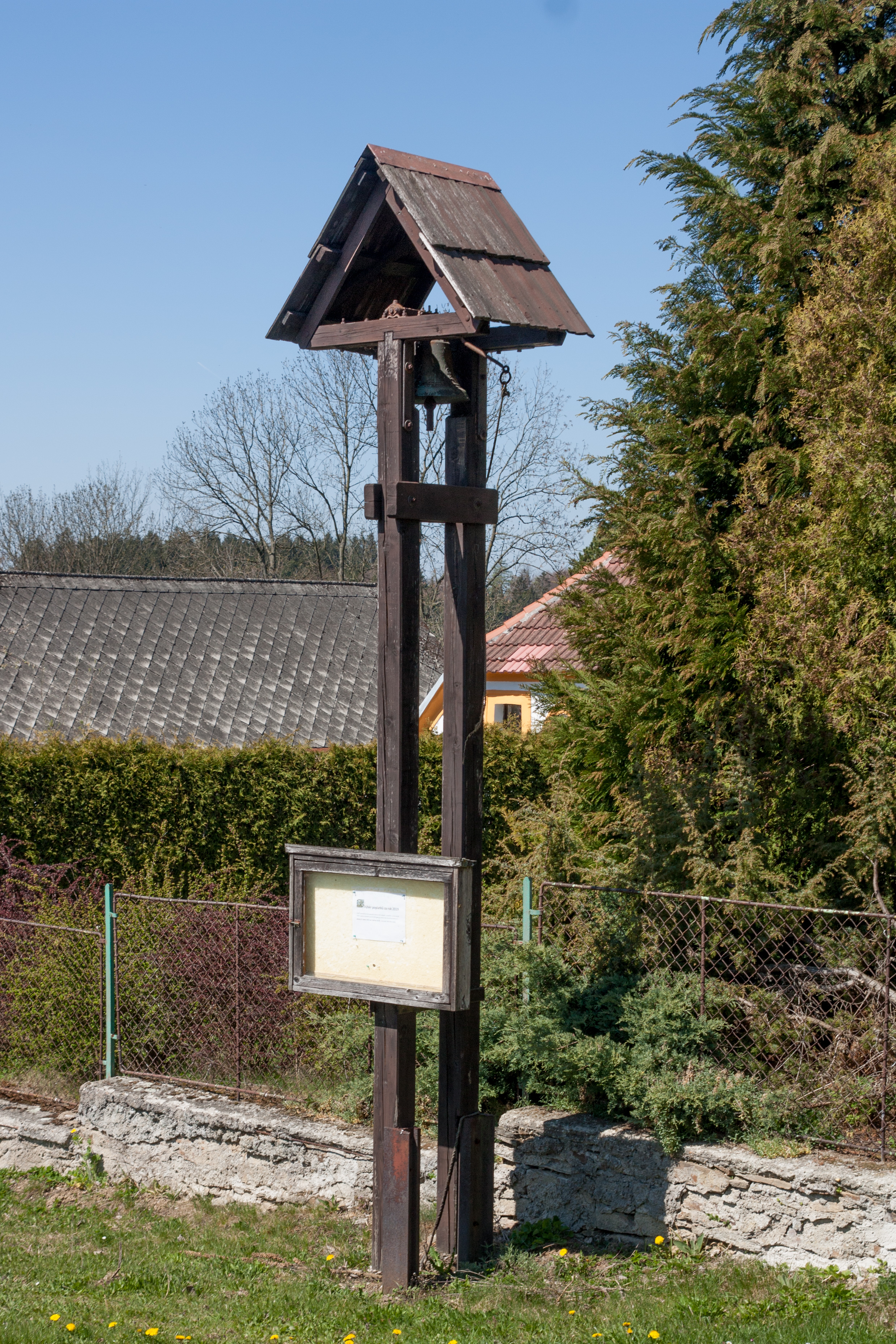
Zvonice (2019)